# Continental Center (Columbus)
Continental Center es un rascacielos de  ubicado en la ciudad de Columbus, la capital del estado de Ohio (Estados Unidos). Con 26 pisos y 106 m de altura es el decimocuarto edificio más alto de Columbus. Fue construido entre 1970 y 1973 y fue diseñado en estilo moderno por el estudio de arquitectura Brubaker/Brandt, Inc. El edificio sigue un estilo arquitectónico modernista y ha sido conocido como Ohio Bell Building y Ameritech Building. Fue inscrito en el Registro Nacional de Lugares Históricos en 2021. Ese mismo año se anunció que cambiaría su uso de oficinas a residencial. Está previsto que tenga unidades tipo estudio, de una y dos habitaciones, junto con algunas tiendas en la planta baja, un área de servicios y un espacio de trabajo cooperativo.

## Galería

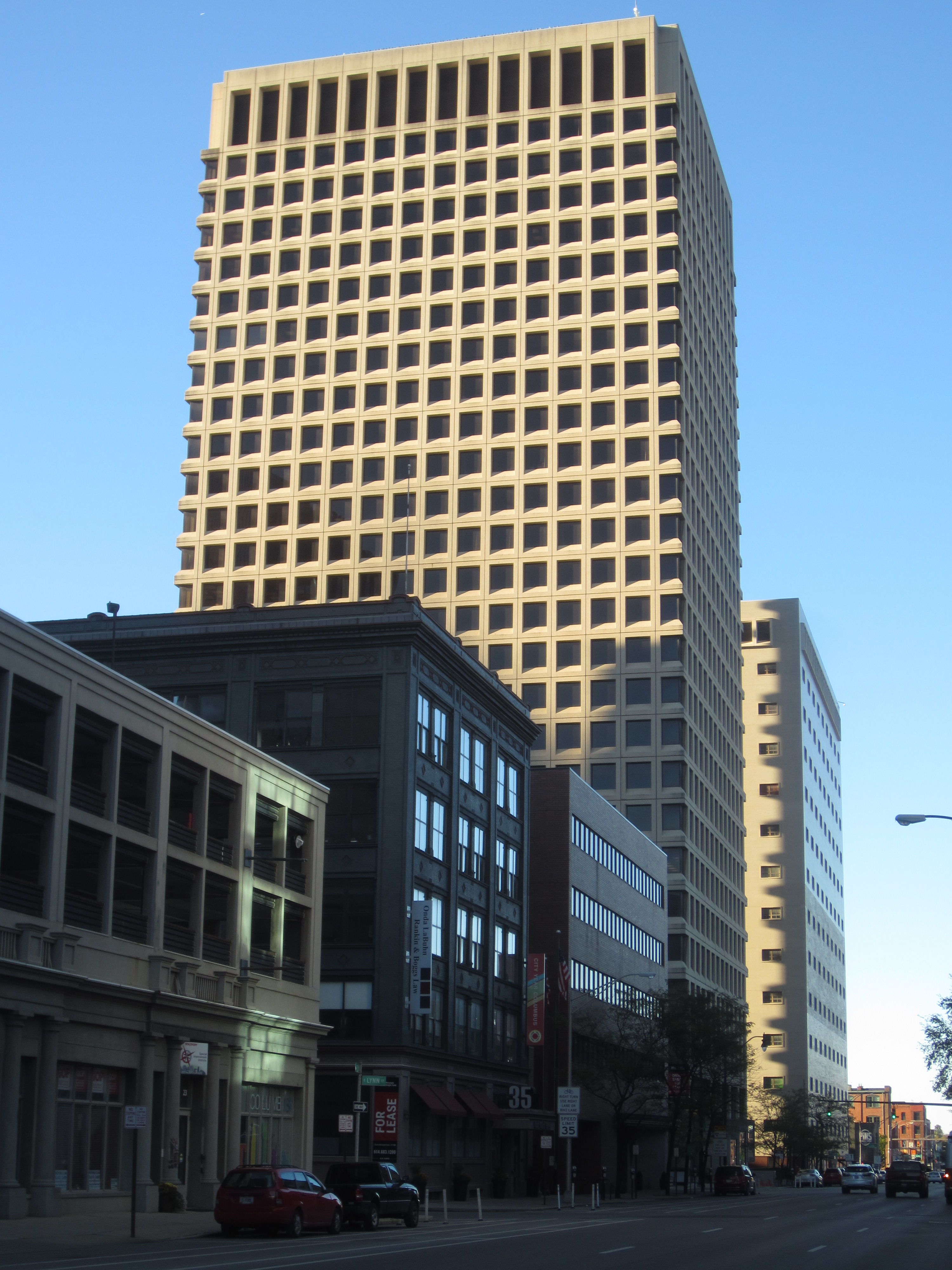
Vista desde la calle
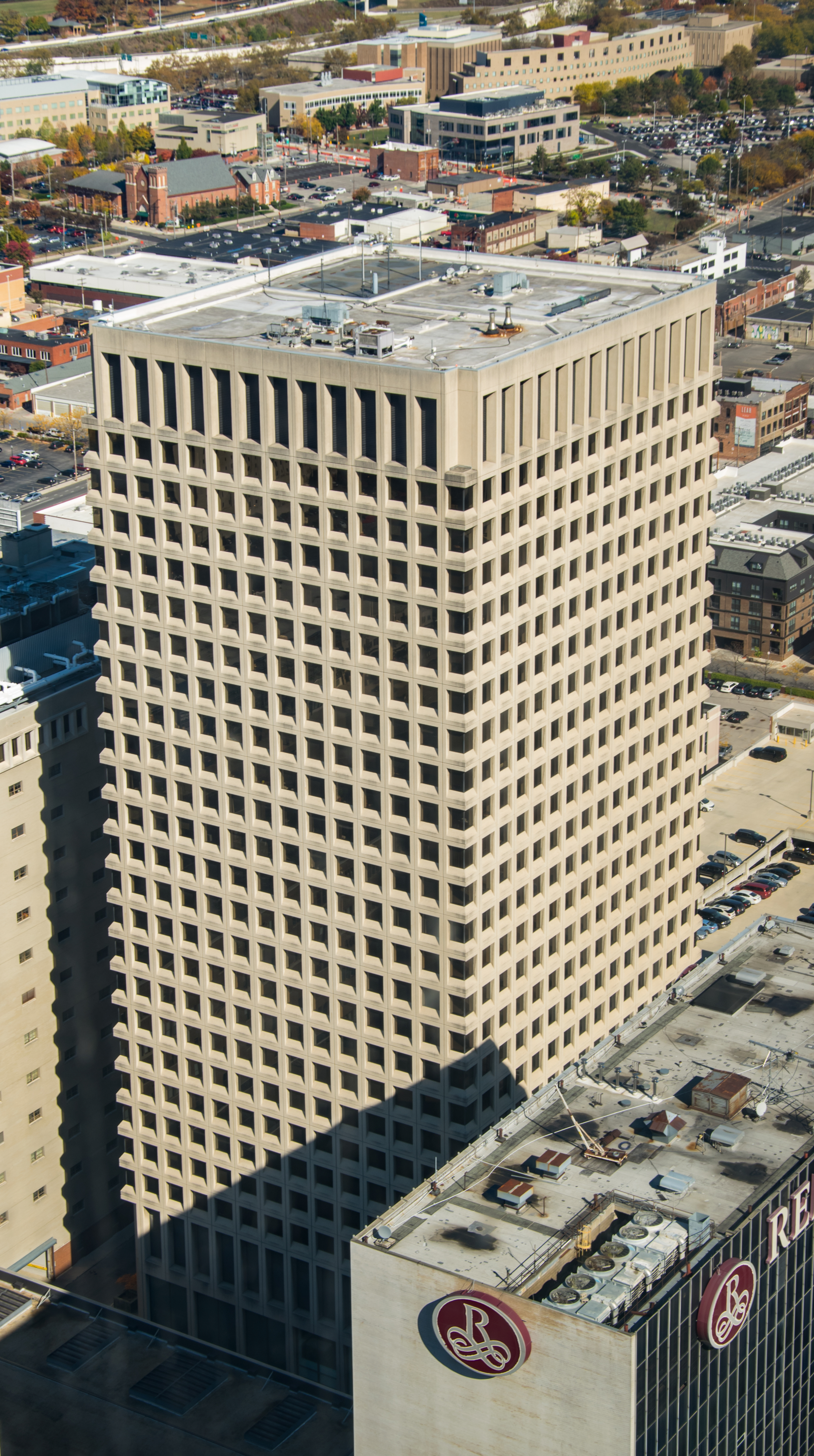
Vista aérea